# Mimagoniates microlepis
Mimagoniates microlepis es una especie de peces de la familia Characidae en el orden de los Characiformes.

## Morfología
Los machos pueden llegar alcanzar los 6,1 cm de
longitud total.

## Hábitat
Vive en zonas de clima tropical entre 18 °C - 23 °C de temperatura.

## Distribución geográfica
Se encuentran en Sudamérica: desde el sur de Bahía hasta el norte de Rio Grande do Sul (Brasil), también aparece en algunas áreas de la cuenca del Iguazú.